# Dave Bruylandts
Dave Bruylandts (nacido el 12 de julio de 1976 en Lier, Bélgica) es un exciclista profesional belga. Se retiró en 2007.
Su mejor actuación como profesional fue el tercero puesto en el Tour de Flandes de 2004.

## Palmarés
2000
- Circuito Montañés, más 2 etapas
- 1 etapa de la Vuelta a Castilla y León

2002
- Gran Premio de Valonia
- 1 etapa del Ruta del Sur

2003
- Gran Premio de Valonia
- Giro d'Oro

## Equipos
- Palmans (1999-2000)
- Domo-Farm Frites (2000-2002)
- Marlux–Wincor Nixdorf (2003-2004)
- Unibet.com (2006)

- Datos: Q578903